# Scopello (Castellammare del Golfo)
Ne doit pas être confondu avec Scopello.

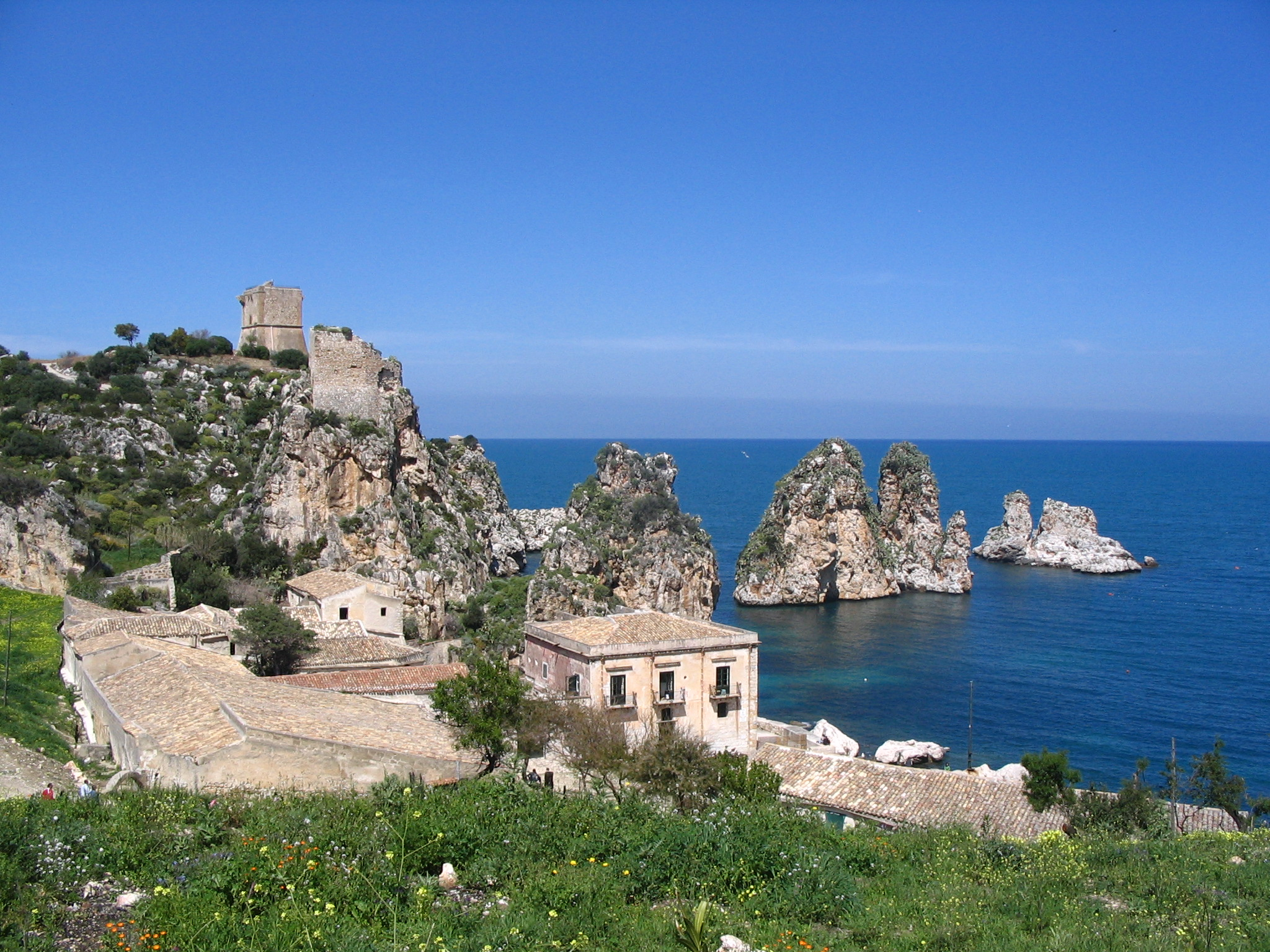
Tonnara di Scopello

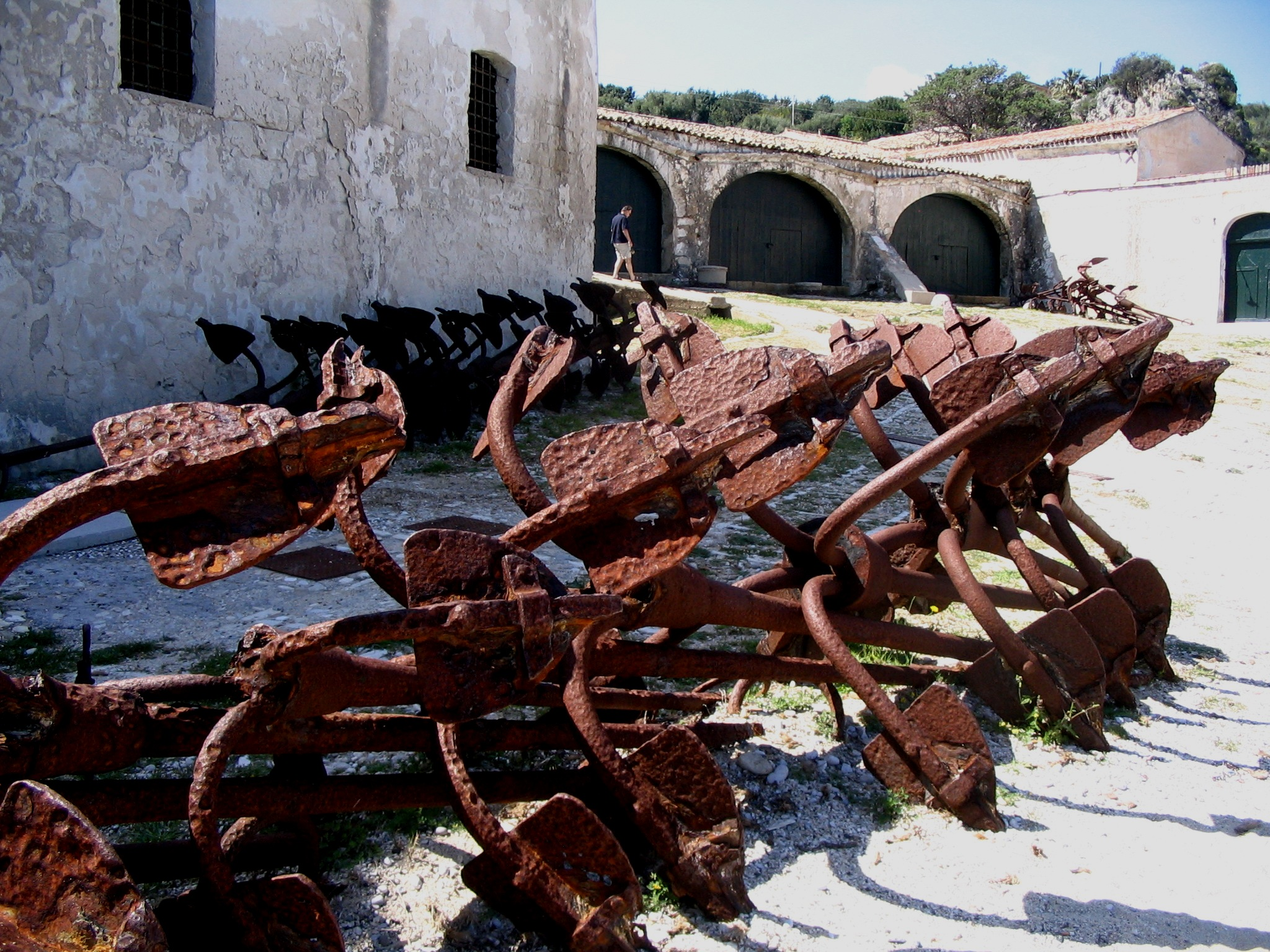
Tonnara de Scopello : Les ancres utilisées pour la pêche au thon.

Scopello est une petite bourgade, une frazione, faisant partie de la commune de Castellammare del Golfo en Sicile. 
Elle est située au nord de la commune, juste avant la  Réserve naturelle de Zingaro.

## Le Baglio de Scopello
Le Baglio est un ensemble de bâtiments situé autour d'une cour centrale datant du XVIIIe siècle.

## La Tonnara de Scopello
La Tonnara de Scopello est une ancienne pêcherie située dans un cadre de rochers, les faraglioni. Son accès est payant.
L'activité de pêche au thon a été arrêtée à la fin des années 1950. On peut voir encore les ancres pour fixation de la madrague (le filet pour la capture ou matanza des thons).
Le site, l'été, est envahi par les touristes. Ils profitent de la minuscule plage surveillée par les carabinieri.
La résidence privée a servi de cadre à de nombreux films comme Ocean's Twelve.